# Abrīq
Abrīq (persiska: ابریق) är en ort i Iran.   Den ligger i provinsen Östazarbaijan, i den nordvästra delen av landet, 500 km nordväst om huvudstaden Teheran. Abrīq ligger 1 601 meter över havet och antalet invånare är 334.
Terrängen runt Abrīq är kuperad. Runt Abrīq är det ganska glesbefolkat, med 27 invånare per kvadratkilometer. Närmaste större samhälle är Ahar, 15,9 km sydost om Abrīq. Trakten runt Abrīq består i huvudsak av gräsmarker.